# Gonzalo Vázquez Ortiz
Gral. Gonzalo Vázquez Ortiz fue un militar mexicano que participó en la Revolución mexicana. Nació en Cuautla, Morelos siendo hijo de José Vázquez y de Francisca Ortiz. Cursó estudios primarios en su lugar natal para luego trabajar como obrero. En marzo de 1911 ingresó a las fuerzas maderistas al lado de Pablo Torres Burgos y logró participar en el sitio y toma de Cuautla, en mayo de ese mismo año. Llevó el Plan de Ayala a los periodistas de la Ciudad de México, así como a Pascual Orozco, en Chihuahua. Emiliano Zapata le confirió el grado de coronel de caballería en marzo de 1912. Sirvió como enlace entre los generales de Zapata y los hermanos Vázquez Gómez. En 1913 ascendió al grado de brigadier al inicio de la lucha contra las fuerzas huertistas, manteniéndose fiel a los postulados del Plan de Ayala. Al triunfo del movimiento de Agua Prieta, ingresó a la burocracia estatal. Murió en Cuernavaca, Morelos, el 20 de marzo de 1945.